# 도요노역
도요노역(일본어: 豊野駅)은 일본 나가노현 나가노시에 있는 시나노 철도 및 동일본 여객철도의 철도역이다.
역 업무는 시나노 철도가 관리하고 기타시나노 선을 소속 역으로 하고 있다. 이야마 선이 더해져 2개의 노선이 상호 운행되고 있다.

## 승강장
단선 · 섬식의 형태를 합친 복합 구조의 철도 역사이다.

### 타는 곳
| 1    | ■ 기타시나노 선                         | 하행 | 묘코코겐 방면                          |                                     |
| 1    | ■ 이야마 선                             | 하행 | 도가리노자와온센 · 에치고카와구치 방면 |                                     |
| 2・3 | ■ 기타시나노 선 (■ 이야마 선 열차 포함) | 상행 | 나가노 방면                            | 당역 시발은 1번 승강장으로부터 운행 |

## 이용 현황
| 연도     | 이용 현황 |
| 2010년도 | 935       |
| -------- | --------- |

## 역 주변
- 나가노 시청 도요노 지소
- 지쿠마 강
- 아사 강
- 도리이 강
- 국도 제18호선
- 나가노 신칸센 차량센터

## 인접 정차역
| 시나노 철도 ■ 기타시나노 선          | 시나노 철도 ■ 기타시나노 선 | 시나노 철도 ■ 기타시나노 선      |
| ------------------------------------ | --------------------------- | -------------------------------- |
| 산사이 나가노 방면                   |                             | 무레 묘코코겐 방면               |
| 동일본 여객철도 ■ 이야마 선          |                             |                                  |
| 산사이 (기타시나노 선으로 직결 운행) | ■ 보통                      | 시나노아사노 에치고카와구치 방면 |